# Хельдрунген
Хельдрунген (нем. Heldrungen) — город в Германии, в земле Тюрингия. 
Входит в состав района Кифхойзер. Подчиняется управлению Ан дер Шмюкке.  Население составляет 2215 человек (на 31 декабря 2010 года). Занимает площадь 23,29 км². Официальный код  —  16 0 65 033.
Город подразделяется на 2 городских района.